# Dinizia jueirana-facao
Dinizia jueirana-facao,  vrsta drveta iz porodice mahunarki. Jedini poznati lokalitet gdje raste je na sjeveru brazilske države Espirito Santo, na Reserva Natural Vale, a izbrojano ih je svega 25.
Naraste do 40 metara visine (130 stopa).